# Auguste Winckel
Auguste Winckel (Schipluiden, 6 april 1885 - Apeldoorn, 15 september 1936) was een Nederlands theoloog en predikant van de Vrije Evangelische Gemeenten. In de jaren dertig van de twintigste eeuw leidde hij de Theologische School van de Vrije Evangelische Gemeenten als enige universitair opgeleide theoloog van dit kerkgenootschap.
Winckel was de zoon van Willem Frederik Auguste Winckel, hervormd predikant, en Louise Johanna Bruinier. In 1887 ging zijn vader mee met de Doleantie. Auguste Winckel deed daarom vanaf 1909 zijn theologiestudie aan de Vrije Universiteit te Amsterdam. Omdat hij niet instemde met de gereformeerde belijdenisgeschriften, de Drie Formulieren van Enigheid, weigerde de theologische faculteit hem in juni 1911 zijn kandidaatsbul uit te reiken. Pas nadat Winckel een rechtszaak dreigde aan te spannen gaf het college van bestuur van de universiteit hem ruim een jaar later zijn bul.
Winckel verliet de Gereformeerde Kerken in Nederland en werd predikant in de Vrije Evangelische Gemeenten. Hier was hij achtereenvolgens predikant in Hilversum (1913-1915), Veendam (1915-1917), Winschoten (1917-1921) en Leeuwarden (1921-1928). Van 1928 tot 1936 was hij rector en enige docent van de Theologische School van de Vrije Evangelische Gemeenten in Apeldoorn. Na zijn overlijden werd de school gesloten omdat er geen geschikte docenten meer waren in het kerkgenootschap.
In de theologie van Winckel speelde de spoedige verwachting van Jezus' wederkomst een belangrijke rol. Hij voelde zich verwant met de Maranathabeweging rond Johannes de Heer en werkte in evangelisatiecampagnes samen met de hervormde theoloog J.H. Gunning J.Hzn..